# ايفون جيلي
ايفون جيلي (ولد في 7 مارس 1957) هي طبيبة و شخصية سياسية سويسرية. وهي عضو في الحزب الأخضر في سويسرا.